# المبارك بن أبي طالب النحوي
المبارك بن أبي طالب المبارك بن أبي الأزهر سعيد بن الدهان أبو بكر النحوي، وهو لغوي ونحوي، ولد في واسط، في العراق، ويلقب بالوجيه الأعمى، وسكن بغداد بعهد الدولة العباسية فأشتغل في علم العربية والنحو، فأتقن ذلك وحفظ الكثير من أشعار العرب، وسمع الحديث وكان حنبلياً فانتقل إلى مذهب أبي حنيفة ثم صار شافعياً وولي تدريس علم النحو في المدرسة النظامية ببغداد.

## وفاته
توفي المبارك النحوي الواسطي في بغداد في شعبان سنة 612 هـ، ودفن في المقبرة الوردية.